# Kim Källström
Kim Källström (Sandviken, 24. kolovoza 1982.) je švedski umirovljeni nogometaš i bivši nacionalni reprezentativac. Igrao je u veznom redu.

## Karijera

### Klupska karijera

#### Švedska
Kim Källström rođen je u mjestu Sandviken u središnjoj Švedskoj kao dijete Mikaela i Ann Källström. 1986. se pridružio lokalnom Sandvikensu dok se nakon tri godine cijela obitelj seli u Partille gdje je Kim igrao za istoimeni klub.
Profesionalnu karijeru nogometaš je započeo 1999. godine u BK Häckenu iz Göteborga da bi 2002. prešao u stockholmski Djurgårdens IF s kojim je osvojio dva uzastopna naslova prvaka (2002. i 2003.). Tijekom prve sezone u klubu bio je najbolji strijelac švedskog prvenstva dok je Djurgårdens imao momčad od mladih igrača koji su početkom 2000-ih dominirali u Švedskoj (Kim Källström, Andreas Isaksson, Johan Elmander, Louay Chanko, Tobias Hysén i Mikael Dorsin).

#### Rennes, Lyon
Tijekom zimskog transfernog roka Källström je u siječnju 2004. potpisao za francuski Rennes. Vrijednost transfera je iznosila 3,3 milijuna GBP. Igrač s klubom nije ostvario značajniji rezultat sve do 2006. i njegovog odlaska u Olympique Lyon.
Källström je prodan Lyonu u lipnju 2006. U tom razdoblju klub je dominirao francuskim nogometom a sam nogometaš je s njime osvojio po dva francuska prvenstva, nacionalna kupa i Superkupa a ostvareni su značajni rezultati i u Ligi prvaka.

#### Spartak Moskva, Arsenal
Završetkom Eura 2012., nogometaša 28. srpnja 2012. kupuje ruski Spartak iz Moskve za 2,64 milijuna GBP. Nakon odigranih 30 prvenstvenih utakmica, Källström 31. siječnja 2014. odlazi na posudbu u londonski Arsenal do kraja tekuće sezone. Međutim, iako su Topnici bili uvjereni da su napravili dobar posao, problemi su počeli tijekom potpisa ugovora. Naime, švedski nogometaš je došao teško ozlijeđen što se ustanovilo na liječničkom pregledu. Nalazi su pokazali da Källström ima ozbiljniju ozljedu leđa ali klub ga je odlučio zadržati.

### Reprezentativna karijera
Källström je za Švedsku debitirao 2001. godine u utakmici protiv Finske. S nacionalnom reprezentacijom je igrao na četiri europska (2004., 2008., 2012. i 2016.) te jednom svjetskom (2006.) prvenstvu. Švedski nogometni izbornik objavio je u svibnju 2016. popis reprezentativaca za nastup na Europskom prvenstvu u Francuskoj, na kojem je se nalazio Källström. Nogometaši Belgije s minimalnih su 1:0 svladali Švedsku koja je tim porazom završila natjecanja na Europskom prvenstvu u Francuskoj, gdje je Källström odigrao svoje posljednje minute u reprezentativnom dresu.

#### Pogoci za reprezentaciju
| #   | Datum               | Mjesto                                 | Protivnik  | Pogodak | Rezultat | Natjecanje                          |
| --- | ------------------- | -------------------------------------- | ---------- | ------- | -------- | ----------------------------------- |
| 1.  | 6. rujna 2003.      | Ullevi, Göteborg, Švedska              | San Marino | 4 : 0   | 5 : 0    | Kvalifikacije za EURO 2004.         |
| 2.  | 28. travnja 2004.   | Coimbra, Portugal                      | Portugal   | 1 : 0   | 2 : 2    | Prijateljska utakmica               |
| 3.  | 8. lipnja 2005.     | Stockholm, Švedska                     | Norveška   | 1 : 0   | 2 : 3    | Prijateljska utakmica               |
| 4.  | 12. listopada 2005. | Stockholm, Švedska                     | Island     | 3 : 1   | 3 : 1    | Kvalifikacije za SP u Njemačkoj 06' |
| 5.  | 2. rujna 2006.      | Riga, Latvija                          | Latvija    | 1 : 0   | 1 : 0    | Kvalifikacije za EURO 2008.         |
| 6.  | 11. listopada 2006. | Reykjavík, Island                      | Island     | 1 : 1   | 2 : 1    | Kvalifikacije za EURO 2008.         |
| 7.  | 22. kolovoza 2007.  | Ullevi, Göteborg, Švedska              | SAD        | 1 : 0   | 1 : 0    | Prijateljska utakmica               |
| 8.  | 21. studenog 2007.  | Stockholm, Švedska                     | Latvija    | 2 : 1   | 2 : 1    | Kvalifikacije za EURO 2008.         |
| 9.  | 20. kolovoza 2008.  | Ullevi, Göteborg, Švedska              | Francuska  | 2 : 3   | 2 : 3    | Prijateljska utakmica               |
| 10. | 10. rujna 2008.     | Stockholm, Švedska                     | Mađarska   | 1 : 0   | 2 : 1    | Kvalifikacije za SP u JAR-u 2010.   |
| 11. | 19. studenog 2008.  | Amsterdam ArenA, Amsterdam, Nizozemska | Nizozemska | 1 : 2   | 1 : 3    | Prijateljska utakmica               |
| 12. | 11. veljače 2009.   | Graz, Austrija                         | Austrija   | 2 : 0   | 2 : 0    | Prijateljska utakmica               |
| 13. | 10. lipnja 2009.    | Ullevi, Göteborg, Švedska              | Malta      | 1 : 0   | 4 : 0    | Kvalifikacije za SP u JAR-u 2010.   |
| 14. | 7. lipnja 2011.     | Stockholm, Švedska                     | Finska     | 1 : 0   | 5 : 0    | Kvalifikacije za EURO 2012.         |
| 15. | 6. rujna 2011.      | Serravalle, San Marino                 | San Marino | 1 : 0   | 5 : 0    | Kvalifikacije za EURO 2012.         |
| 16. | 11. listopada 2011. | Stockholm, Švedska                     | Nizozemska | 1 : 0   | 3 : 2    | Kvalifikacije za EURO 2012.         |

## Osvojeni trofeji

### Klupski trofeji
| Klub           | Natjecanje          | Sezona / godina |
| Švedska        | Švedska             | Švedska         |
| -------------- | ------------------- | --------------- |
| Djurgårdens IF | Švedsko prvenstvo   | 2002.           |
| Djurgårdens IF | Švedski kup         | 2002.           |
| Djurgårdens IF | Švedski prvenstvo   | 2003.           |
| Francuska      |                     |                 |
| Olympique Lyon | Francusko prvenstvo | 2006./07.       |
| Olympique Lyon | Francuski Superkup  | 2007.           |
| Olympique Lyon | Francusko prvenstvo | 2007./08.       |
| Olympique Lyon | Francuski kup       | 2008.           |
| OlympiqueLyon  | Francuski Superkup  | 2008.           |
| Olympique Lyon | Francuski kup       | 2011./12.       |
| Engleska       |                     |                 |
| Arsenal        | Fa Kup              | 2013./14.       |